# Quel effet cela fait-il d'être une chauve-souris ?
Quel effet cela fait-il d’être une chauve-souris ? (What is it like to be a bat?) est un article du philosophe Thomas Nagel écrit en octobre 1974 et paru pour la première fois dans la revue américaine The Philosophical Review (no 83, 4). Nagel y développe la thèse selon laquelle nous n'avons aucun moyen de savoir quelle expérience subjective du monde fait un animal au système sensoriel radicalement différent du nôtre, tel qu'une chauve-souris. Le seul moyen d'y accéder serait en effet d'être soi-même cet animal. Aussi les qualia échappent-ils à l'analyse, et l'investigation scientifique de la conscience semble, par là-même, impossible. 

## Subjectivité et perspectives
Selon Thomas Nagel, nous ne pouvons comprendre la nature de nos expériences si nous éliminons d'elles le point de vue ou la perspective qui fait qu'elles sont, précisément, des expériences, et non pas seulement des processus physiques. Le point de vue particulier qu'un être a sur le monde est constitutif des états subjectifs et qualitatifs  qu'il ressent (les qualia). Si les expériences subjectives peuvent être décrites objectivement, affirme Nagel, ce n'est pas dans le sens où elles peuvent être réduites à des événements physiques objectifs (en l'occurrence cérébraux), mais dans le sens où une intersubjectivité de l'expérience, qui tend vers l'universel, reste toujours possible.
L'expérience en « première personne » (celle du moi ou de l'individu qui peut dire « je » sens, « je » vois, etc.) est caractérisée par une immersion dans un univers mental particulier dont fait abstraction le point de vue objectif sur le monde, celui des sciences, manquant ainsi une dimension essentielle du monde, celle du monde « phénoménal ».

## Notion de perspective «spécifique»
Notre point de vue particulier sur le monde ne se limite pas, selon Nagel, à un point de vue singulier ou à une expérience subjective à caractère privé. Au contraire, il constitue une perspective « spécifique » sur le monde, relative à un type d’organisme vivant. Il est, en ce sens, constitutif de l'intersubjectivité à l'intérieur d'une espèce animale donnée.  
Aussi, le point de vue particulier qui est constitutif de toute expérience subjective ne doit-il pas être confondu avec ce qui lui donne son caractère privé, à savoir l'individualité du sujet de l'expérience. Si nous n’avons aucun moyen de savoir quelle impression cela fait d’être une chauve-souris, c'est avant tout parce que nous sommes loin d'être des chauves-souris (du fait notamment de la différence fondamentale entre nos appareils sensori-moteurs). Les expériences phénoménales d’une chauve-souris nous sont radicalement inaccessibles parce que notre type d'être, celui de l'espèce humaine, diffère de celui d'une chauve-souris.

## Autres œuvres
Dans son roman Pensées secrètes, David Lodge imagine différentes réponses à cette question[Laquelle ?], sous forme de pastiches d'auteurs célèbres.